# Gonzalo Aemilius
Gonzalo Aemilius (Montevideo, Uruguay, 18 de septiembre de 1979) es un sacerdote católico uruguayo.

## Biografía
Nació en la capital uruguaya el día 18 de septiembre del año 1979, proveniendo de una familia de clase media. Sus padres eran creyentes e incluso una de sus abuelas era judía, pero a pesar de ello se educó en una escuela católica de Montevideo.
Durante estos años de adolescencia, perteneció al Grupo Scout Juan de Córdoba.
Cuando llegó a la mayoría de edad, cautivado por la alegría que descubrió en algunos sacerdotes que ayudaban a los niños de la calle a pesar de sufrir amenazas de muerte, hizo que descubriese su vocación religiosa y por tanto decidió hacerse sacerdote para poder dedicar su vida a los niños pobres y abandonados de su país. Para ello ingresó en el seminario interdiocesano Cristo Rey, como aspirante al clero secular de la arquidiócesis de Montevideo. 
En dicha institución, realizó su formación eclesiástica y finalmente el día 6 de mayo de 2006 acabó siendo ordenado sacerdote para la Arquidiócesis de Montevideo, por el entonces Arzobispo Nicolás Cotugno, por lo que pertenece al clero secular de la Arquidiócesis.
En la misma línea en la que se inspiró para ser sacerdote, fue el primer director del Liceo Jubilar Juan Pablo II fundado por Mons. Nicolás Cotugno en un barrio muy pobre de la capital uruguaya, como respuesta a la degradación y la exclusión de las que eran víctimas los jóvenes. Bajo su dirección este Liceo se convirtió en una institución escolar ejemplar en todo el país.
En el 2006 tuvo noticias de su trabajo, el por entonces Cardenal-Arzobispo de Buenos Aires, Jorge Mario Bergoglio (futuro Papa Francisco) quien lo llamó porque se enteró de su excelente trabajo ayudando a los niños de la calle y a partir de ese momento comenzó a telefonearle de manera constante para hablar de su gran labor.
A finales del 2012 fue enviado para trabajar en la Parroquia San Lorenzo del barrio montevideano, Piedras Blancas. 
Jorge Mario Bergoglio, una vez elegido como el Papa Francisco, no se olvidó de Gonzalo y habló públicamente de su obra con los chicos de la calle. 
Desde entonces Gonzalo ha seguido siempre el testimonio de quien es ahora el Papa Francisco, a quien considera según afirmó: "un faro para su vida sacerdotal por su forma de sentir y vivir la Iglesia". Por ejemplo, ha contado su "conmoción al verle celebrar el Jueves Santo en un barrio similar a una favela, donde circulaba mucha droga: su modo de lavar los pies a los drogodependientes y enfermos de SIDA, con una ternura que desarmaba, le pareció una forma de rescatar a muchos habitantes del barrio, prisioneros del tremendo mecanismo de la droga".
Tiempo más tarde marchó hacia Roma para continuar con sus estudios superiores, llegando a obtener finalmente un Doctorado en Teología. La familia de Gonzalo había financiado su viaje a Roma porque sabían de su amistad con el Papa Francisco. 
Allí en Roma, Gonzalo se había convertido en un rostro conocido porque en la mañana del día 17 de marzo de 2013, mientras el Papa Francisco saludaba a los fieles reunidos en la puerta de la Iglesia de Sant'Anna dei Palafrenieri, lo vio entre la multitud y lo invitó a seguirlo hasta el interior de la iglesia donde estaba a punto de celebrar su primera misa con los fieles después de su elección como papa. Al final de la liturgia, Francisco lo llamó a su lado y lo presentó públicamente, pidiéndoles a las personas que rezaran por Gonzalo y por todo su trabajo con los niños de la calle.
Entrevistado al día siguiente por el periódico L'Osservatore Romano sobre este encuentro particular con el Santo Padre, contó que le había impresionado la capacidad del entonces Arzobispo Bergoglio para integrar diferentes valores y canalizarlos en una sola dirección: "Experimentar esta capacidad suya fue decisivo en mi vida. Me enseñó a tomar lo mejor que hay en cada individuo, por más diferente que sea de todos los demás, y a aprovecharlo para el bien de todos".
Al poco tiempo después de finalizar su doctorado en Roma, regresó a Uruguay para poder continuar con su trabajo. 
El día 26 de enero de 2020 retornó a Roma, ya que el Papa Francisco le llamó para que fuese uno de sus dos secretarios personales.
Como nuevo secretario personal del papa reside actualmente en la Ciudad del Vaticano y reemplazó al argentino Fabián Pedacchio, uniéndose en este trabajo al segundo secretario, el sacerdote egipcio Yoannis Lahzi Gaid.